# Xaffévillers
Xaffévillers est une commune française située dans le département des Vosges, en région Grand Est.
Ses habitants sont appelés les Heffiélés.

## Géographie

### Localisation
Xaffévillers est une commune rurale arrosée par la Belvitte et située à 8 km au nord de Rambervillers.

### Géologie et relief
La commune se compose de 27,74 hectares de territoires artificialisés (3,33 %), 645,77 hectares de territoires agricoles (77,52 %) et 159,88 hectares de forêts et milieux semi-naturels (19,19 %).
Espaces naturels :
Une zone naturelle d'intérêt écologique, faunistique et floristique (Znieff) : Vallée de la Mortagne de Mont-sur-Meurthe à Xaffévillers.

### Hydrographie et les eaux souterraines
Hydrogéologie et climatologie : Système d’information pour la gestion des eaux souterraines du bassin Rhin-Meuse :
Territoire communal : Occupation du sol (Corinne Land Cover); Cours d'eau (BD Carthage),
Géologie : Carte géologique; Coupes géologiques et techniques,
 Hydrogéologie : Masses d'eau souterraine; BD Lisa; Cartes piézométriques.
La commune est située dans le bassin versant du Rhin au sein du bassin Rhin-Meuse. Elle est drainée par la Mortagne, le ruisseau de Belvitte, le ruisseau de Frouamenil, le ruisseau de Pourry Fosse et le ruisseau du Rayeux,.
La Mortagne, d'une longueur totale de 74,6 km, prend sa source dans la commune de Saint-Léonard et se jette dans la Meurthe à Mont-sur-Meurthe, après avoir traversé 26 communes.
Le Belvitte, d'une longueur totale de 19 km, prend sa source dans la commune de Sainte-Barbe et se jette dans la Mortagne à Magnières, après avoir traversé neuf communes.

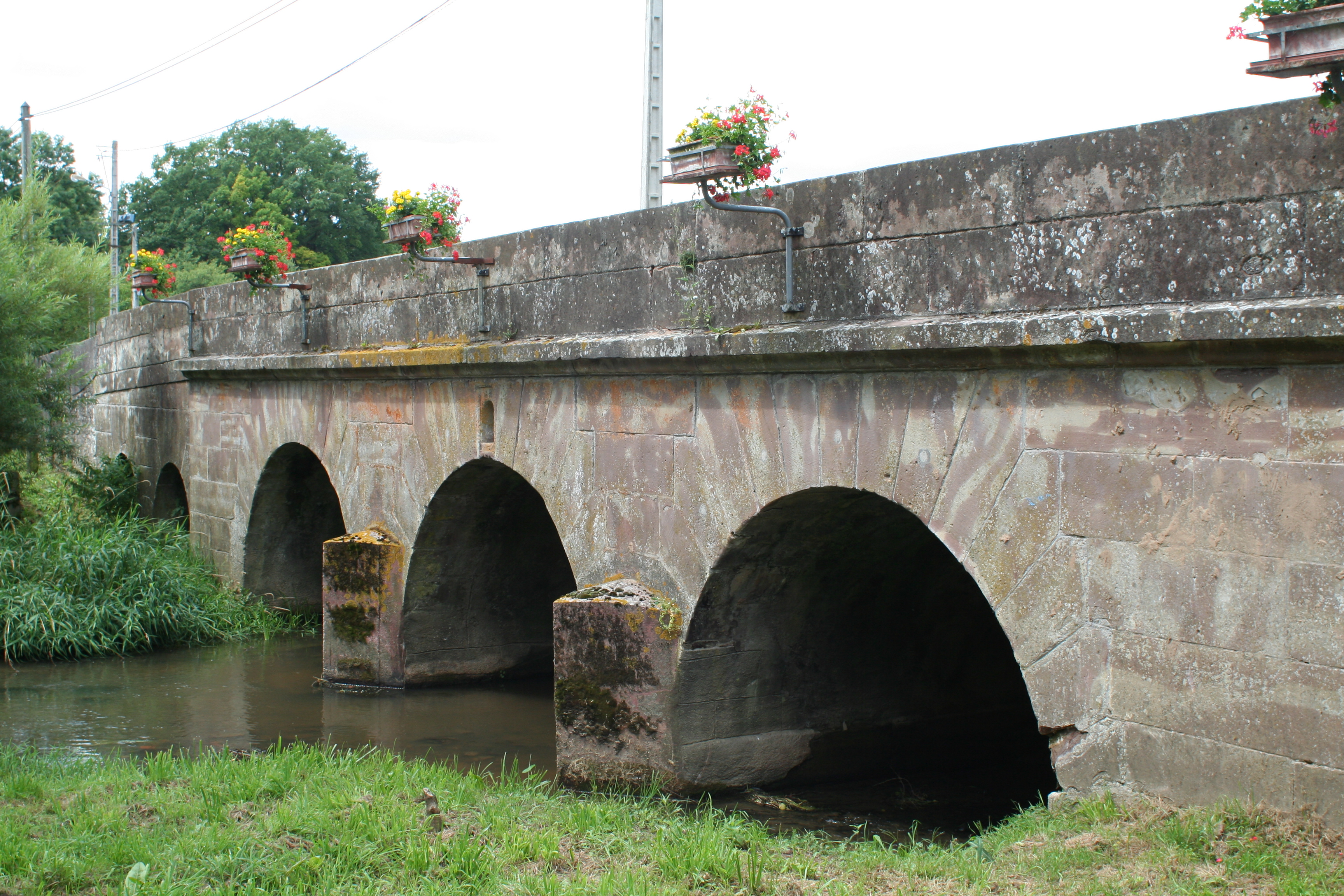
Pont sur la Belvitte.
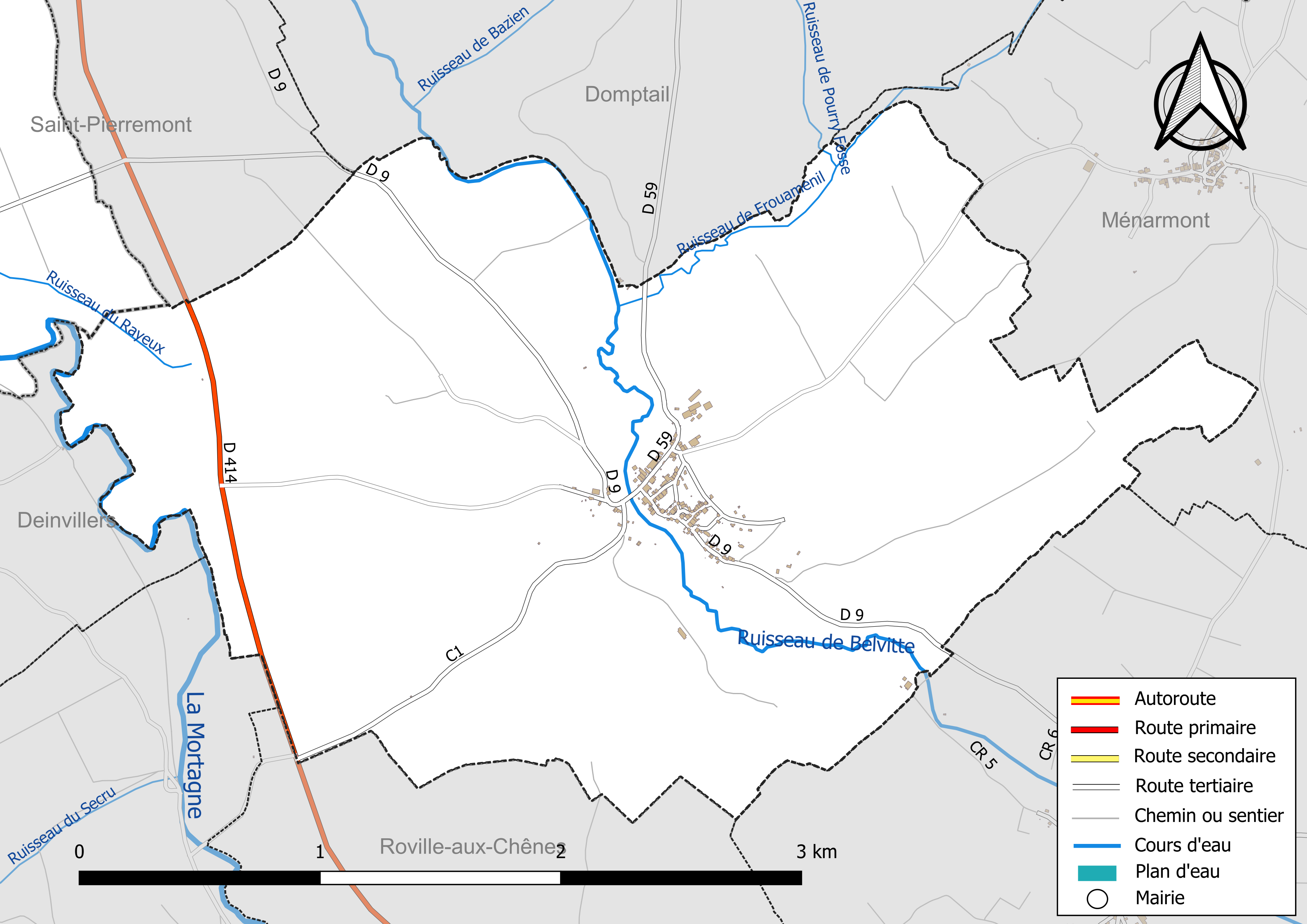
Réseaux hydrographique et routier de Xaffévillers.

La qualité des cours d’eau peut être consultée sur un site dédié géré par les agences de l’eau et l’Agence française pour la biodiversité.

### Climat
Pour des articles plus généraux, voir Climat du Grand Est et Climat des Vosges.
En 2010, le climat de la commune est de type climat des marges montargnardes, selon une étude du Centre national de la recherche scientifique s'appuyant sur une série de données couvrant la période 1971-2000. En 2020, Météo-France publie une typologie des climats de la France métropolitaine dans laquelle la commune est exposée à un climat semi-continental et est dans la région climatique  Vosges, caractérisée par une pluviométrie très élevée (1 500 à 2 000 mm/an) en toutes saisons et un hiver rude (moins de 1 °C). 
Pour la période 1971-2000, la température annuelle moyenne est de 9,4 °C, avec une amplitude thermique annuelle de 16,8 °C. Le cumul annuel moyen de précipitations est de 917 mm, avec 12,1 jours de précipitations en janvier et 9,9 jours en juillet. Pour la période 1991-2020, la température moyenne annuelle observée sur la station météorologique de Météo-France la plus proche, « Roville », sur la commune de Roville-aux-Chênes à 3 km à vol d'oiseau, est de 10,3 °C et le cumul annuel moyen de précipitations est de 833,3 mm. 
La température maximale relevée sur cette station est de 40 °C, atteinte le 25 juillet 2019 ; la température minimale est de −24,5 °C, atteinte le 2 janvier 1971,,. 
Les paramètres climatiques de la commune ont été estimés pour le milieu du siècle (2041-2070) selon différents scénarios d'émission de gaz à effet de serre à partir des nouvelles projections climatiques de référence DRIAS-2020. Ils sont consultables sur un site dédié publié par Météo-France en novembre 2022.

## Urbanisme

### Typologie
Au 1er janvier 2024, Xaffévillers est catégorisée commune rurale à habitat dispersé, selon la nouvelle grille communale de densité à sept niveaux définie par l'Insee en 2022.
Elle est située hors unité urbaine. Par ailleurs la commune fait partie de l'aire d'attraction de Rambervillers, dont elle est une commune de la couronne,. Cette aire, qui regroupe 15 communes, est catégorisée dans les aires de moins de 50 000 habitants,.

### Occupation des sols
L'occupation des sols de la commune, telle qu'elle ressort de la base de données européenne d’occupation biophysique des sols Corine Land Cover (CLC), est marquée par l'importance des territoires agricoles (77,9 % en 2018), en diminution par rapport à 1990 (83,7 %). La répartition détaillée en 2018 est la suivante : 
prairies (47,5 %), terres arables (25,5 %), forêts (18,7 %), zones agricoles hétérogènes (4,9 %), zones urbanisées (3,3 %). L'évolution de l’occupation des sols de la commune et de ses infrastructures peut être observée sur les différentes représentations cartographiques du territoire : la carte de Cassini (XVIIIe siècle), la carte d'état-major (1820-1866) et les cartes ou photos aériennes de l'IGN pour la période actuelle (1950 à aujourd'hui).

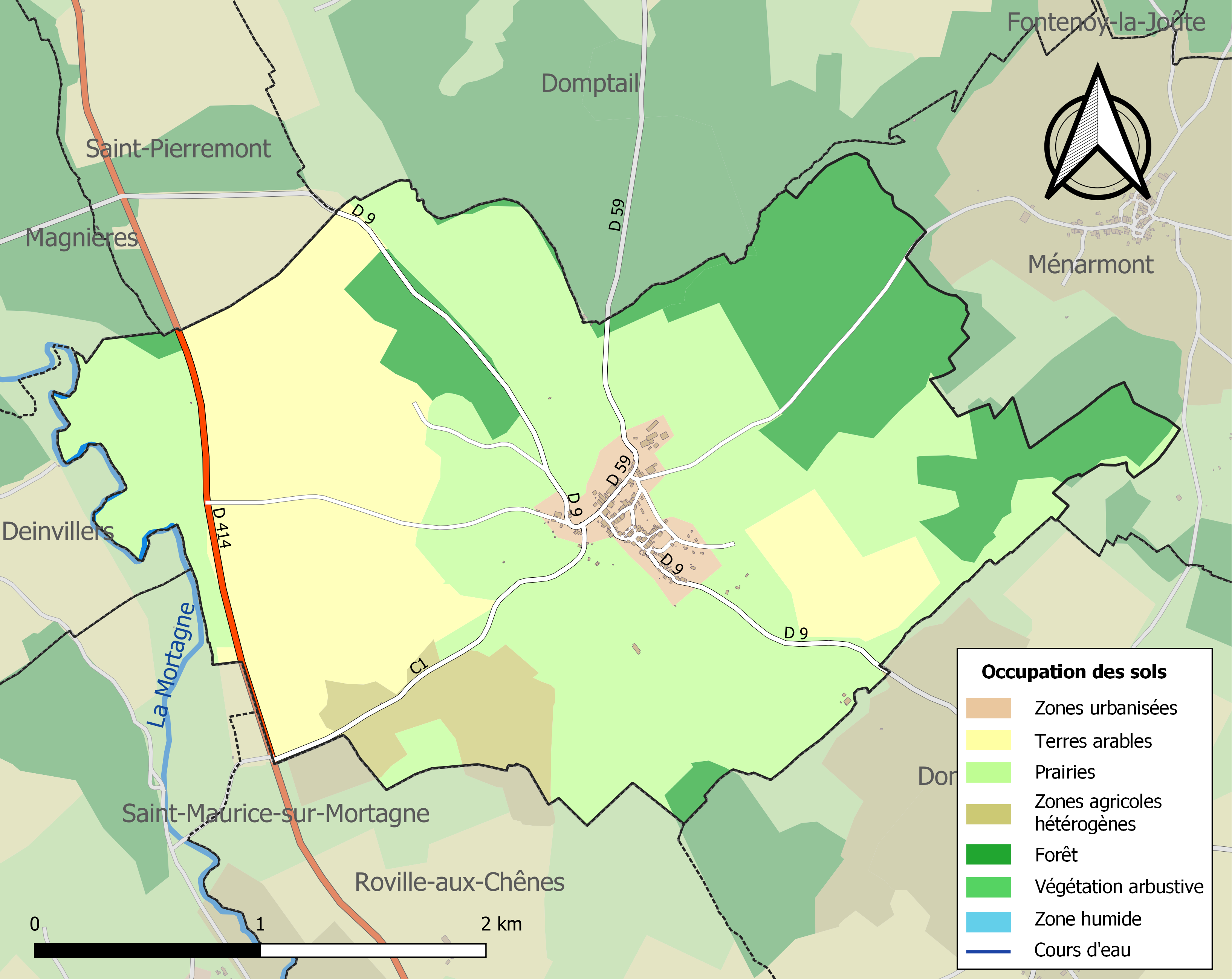
Carte des infrastructures et de l'occupation des sols de la commune en 2018 (CLC).

### Voies de communications et transports

#### Voies routières
- D 414 vers Rambervillers[19].
- D 22 vers Baccarat.

#### Transports en commun
- Fluo Grand Est.

#### Lignes SNCF
- Gare de Baccarat
- Gare d'Azerailles
- Gare de Chenevières
- Gare de Bertrichamps
- Gare de Saint-Clément - Laronxe

#### Transports aériens
- L'Aéroport d'Épinal-Mirecourt « Vosges Aéroport ».

À partir de l'été 2021, l’aéroport d’Épinal-Mirecourt est devenu le "pélicandrome" de la Zone Est et servira ainsi de base de ravitaillement et d’intervention pour les avions bombardiers d’eau connus sous le nom de Dash 8.

## Toponymie
Le nom de la localité est attesté sous les formes Capella… de Sasleviller (962) ; Ad Staflede villare, pour Scaflede villare (1051) ; Xeufflevillers (1248) ; Xaffeviller (1304) ; Xefflevilleir, Xafflevilleir (1314) ; Xafflaviller (1336) ; Xafflevillers (1336) ; Xuflevilleir (XIVe siècle) ; Xaffleviller (1420) ; Xauflevilliers (1461) ; Xaflaviller (1490) ; Xafleviller (1526) ; Sefexviller (1602) ; Xaffeviller (1656) ; Chaféviler (1753) ; Xafferviller (1790).

Le second élément Villers est un appellatif toponymique français et un patronyme qui procède généralement du gallo-roman villare, dérivé lui-même du gallo-roman villa « grand domaine rural », issu du latin villa rustica. Il est apparenté aux types toponymiques Villars, Viller, Villiers, Weiler et Willer.

À noter le curieux nom d'Heffiélés donné aux habitants de Xaffévillers.

## Histoire
Xaffévillers disposa dans les premiers mois de la Seconde Guerre mondiale d'un terrain d'aviation sur lequel, dans le contexte de la « drôle de guerre », furent déployés les Curtiss H.75 des escadrilles SPA 160 « Diable rouge » et SPA 155 « Petit Poucet » du Groupe de Chasse II/4 ordinairement stationné à Reims sur la base aérienne 112 Reims-Champagne,.
Le 14 octobre 1944, La Nueve, compagnie composée de républicains espagnols réfugiés en France lors de la Retirada, combat la Wehrmacht et libère le village.
La commune a été décorée le 20 octobre 1920 de la croix de guerre 1914-1918.

## Politique et administration

### Budget et fiscalité 2023

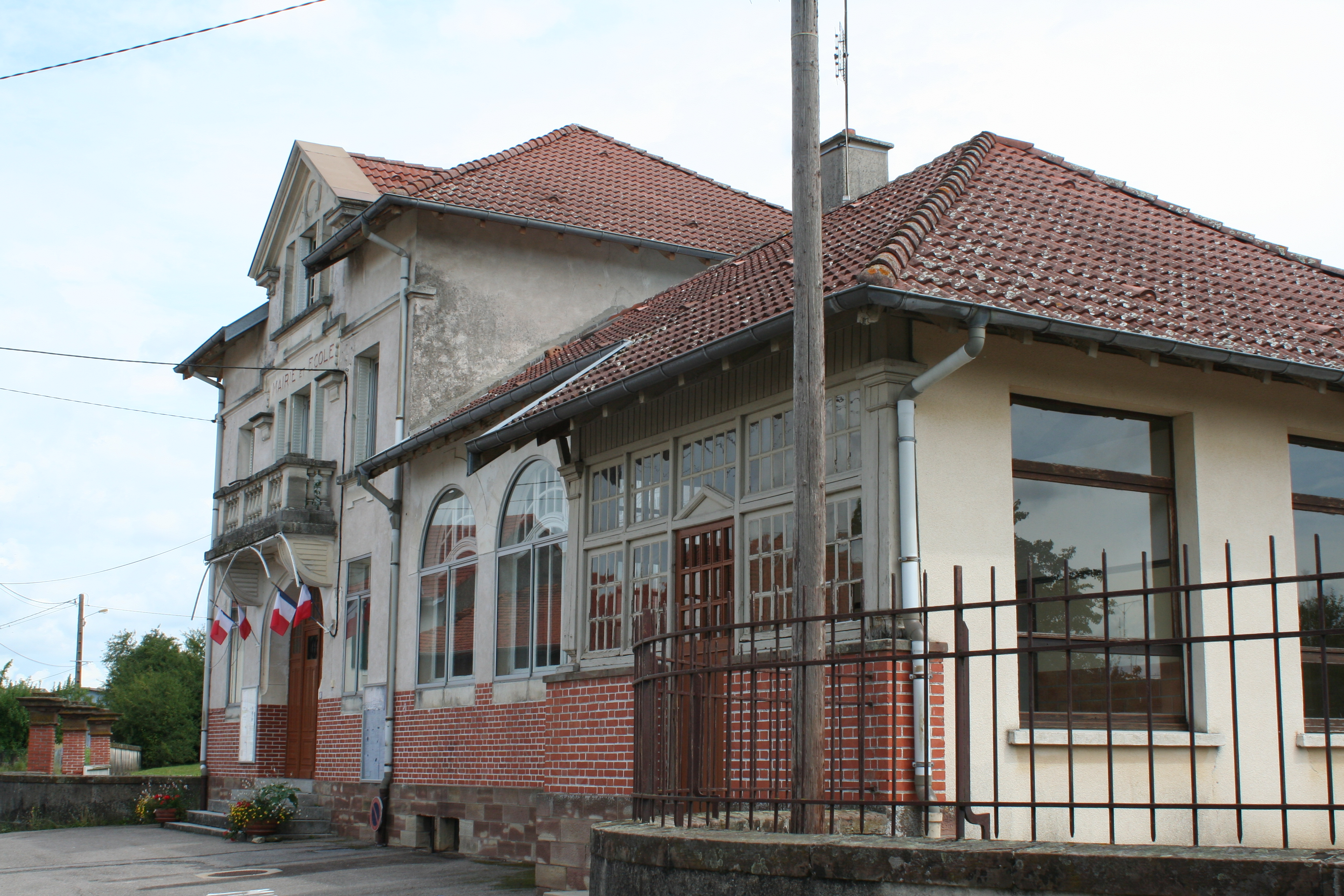
La mairie.

En 2023, le budget de la commune était constitué ainsi :
- total des produits de fonctionnement : 140 000 €, soit 987 € par habitant ;
- total des charges de fonctionnement : 134 000 €, soit 942 € par habitant ;
- total des ressources d'investissement : 152 000 €, soit 1 071 € par habitant ;
- total des emplois d'investissement : 90 000 €, soit 632 € par habitant ;
- endettement : 1 000 €, soit 8 € par habitant.

Avec les taux de fiscalité suivants :
- taxe d'habitation : 23,57 % ;
- taxe foncière sur les propriétés bâties : 35,86 % ;
- taxe foncière sur les propriétés non bâties : 19,40 % ;
- taxe additionnelle à la taxe foncière sur les propriétés non bâties : 0,00 % ;
- cotisation foncière des entreprises : 0,00 %.

Chiffres clés Revenus et pauvreté des ménages en 2021 : médiane en 2021 du revenu disponible, par unité de consommation : 19 390 €.

### Liste des maires
| Période                                  | Période                      | Identité             | Étiquette      | Qualité               |
| ---------------------------------------- | ---------------------------- | -------------------- | -------------- | --------------------- |
| vers 1867                                |                              | Jean Sébastien Conte |                |                       |
| Les données manquantes sont à compléter. |                              |                      |                |                       |
| mars 2001                                | Juin 2020                    | André Clément        | UMP            |                       |
| Juin 2020                                | En cours (au 8 octobre 2022) | Jean-Paul Hauserman  | Sans étiquette | Ancien prof de sports |

## Population et société

### Démographie

#### Évolution démographique
L'évolution du nombre d'habitants est connue à travers les recensements de la population effectués dans la commune depuis 1793. Pour les communes de moins de 10 000 habitants, une enquête de recensement portant sur toute la population est réalisée tous les cinq ans, les populations de référence des années intermédiaires étant quant à elles estimées par interpolation ou extrapolation. Pour la commune, le premier recensement exhaustif entrant dans le cadre du nouveau dispositif a été réalisé en 2005.

En 2022, la commune comptait 133 habitants, en évolution de −13,64 % par rapport à 2016 (Vosges : −2,96 %, France hors Mayotte : +2,11 %).
| 1793 | 1800 | 1806 | 1821 | 1831 | 1836 | 1841 | 1846 | 1856 |
| ---- | ---- | ---- | ---- | ---- | ---- | ---- | ---- | ---- |
| 292  | 345  | 371  | 426  | 474  | 461  | 485  | 524  | 464  |

| 1861 | 1866 | 1876 | 1881 | 1886 | 1891 | 1896 | 1901 | 1906 |
| ---- | ---- | ---- | ---- | ---- | ---- | ---- | ---- | ---- |
| 472  | 460  | 433  | 428  | 384  | 403  | 376  | 368  | 350  |

| 1911 | 1921 | 1926 | 1931 | 1936 | 1946 | 1954 | 1962 | 1968 |
| ---- | ---- | ---- | ---- | ---- | ---- | ---- | ---- | ---- |
| 351  | 244  | 228  | 228  | 210  | 229  | 192  | 180  | 166  |

| 1975 | 1982 | 1990 | 1999 | 2005 | 2006 | 2010 | 2015 | 2020 |
| ---- | ---- | ---- | ---- | ---- | ---- | ---- | ---- | ---- |
| 130  | 134  | 145  | 155  | 143  | 141  | 166  | 153  | 140  |

| 2022 | - | - | - | - | - | - | - | - |
| ---- | - | - | - | - | - | - | - | - |
| 133  | - | - | - | - | - | - | - | - |

### Enseignement
Établissements d'enseignements :
- Écoles maternelles à Domptail, Magnières, Romont, Fauconcourt, Ménil-sur-Belvitte,
- Écoles primaires à Saint-Maurice-sur-Mortagne, Roville-aux-Chênes, Domptail, Magnières, Fontenoy-la-Joûte.
- Collèges à Rambervillers, Rambervillers, Baccarat, Gerbéviller, Raon-l'Étape.
- Lycées à Roville-aux-Chênes, Raon-l'Étape, Lunéville.

### Santé
Professionnels et établissements de santé :
- Médecins à Magnières, Rambervillers, Azerailles, Baccarat, Gerbéviller, Saint-Clément, Bertrichamps, Raon-l'Étape.
- Pharmacies à agnières, Rambervillers, Gerbéviller, Saint-Clément, Bénaménil, Raon-l'Étape.
- Hôpitaux à Rambervillers, Baccarat, Raon-l'Étape, Châtel-sur-Moselle.

### Cultes
- Culte catholique, Paroisse Notre-Dame-de-la-Mortagne[35], Diocèse de Saint-Dié.

## Économie

### Entreprises et commerces

#### Agriculture
- Agriculteurs à Roville-aux-Chêne, Saint-Maurice sur-Mortagne.

#### Commerces
- Commerces et services de proximité[36].

## Lieux et monuments

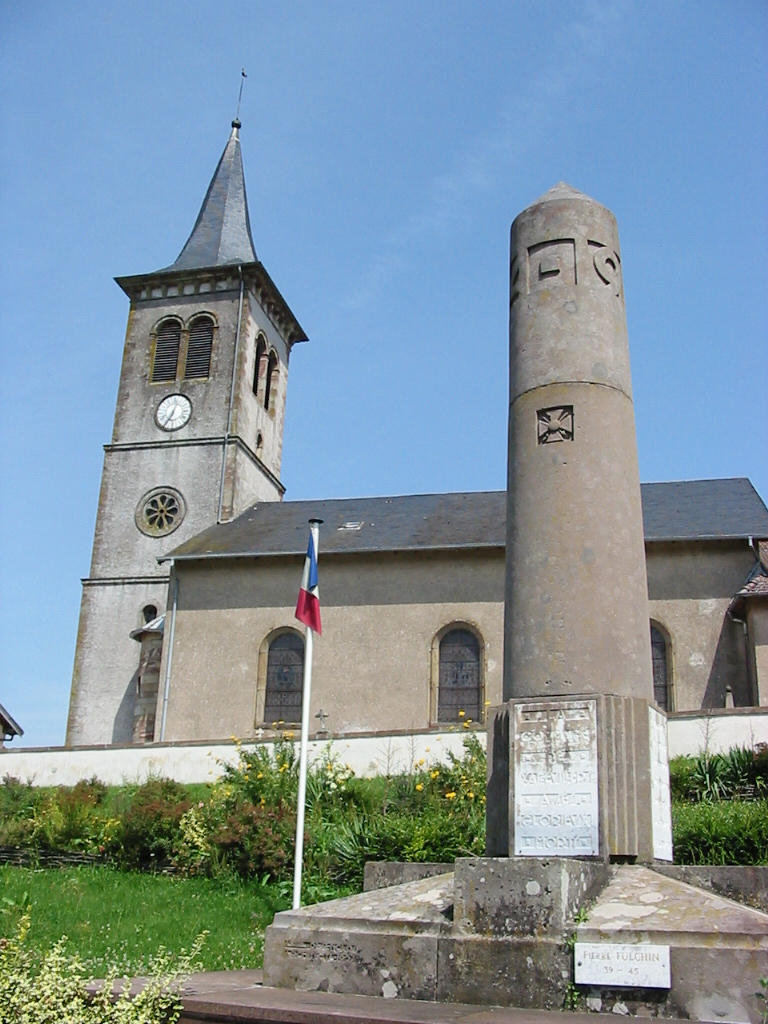
Église et monument aux morts.
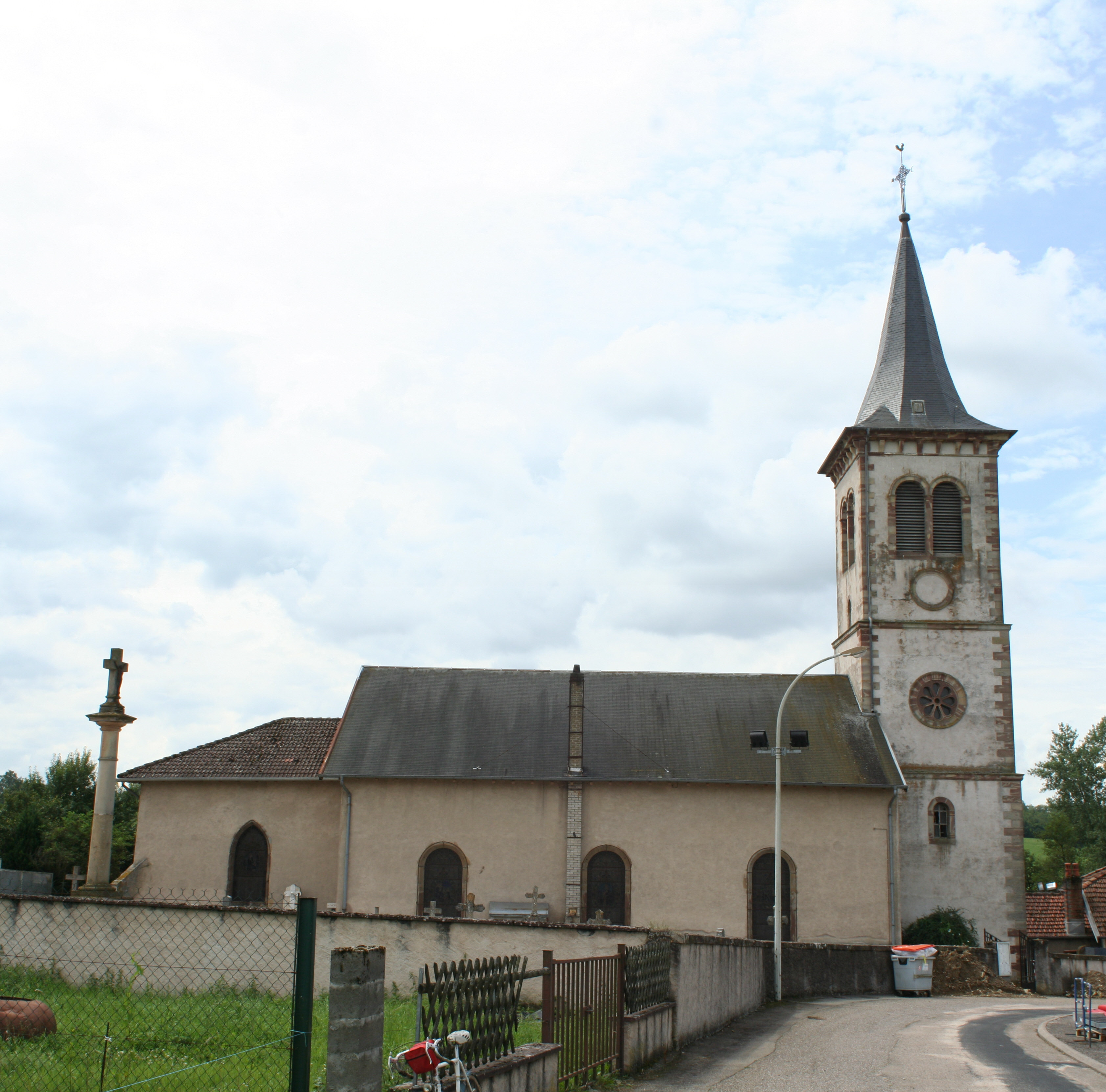
Cimetière au premier plan à gauche.
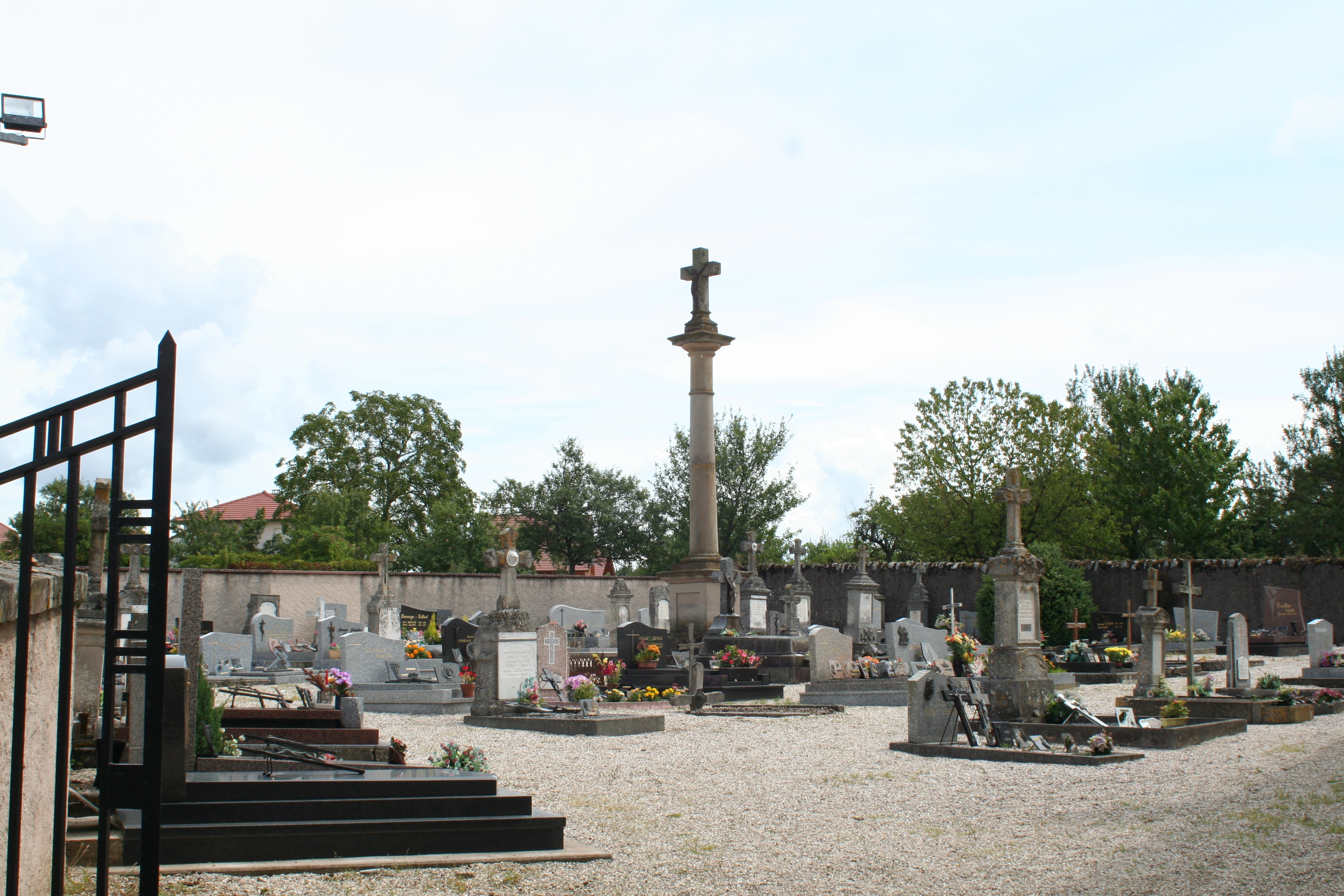
Croix monumentale au cimetière.
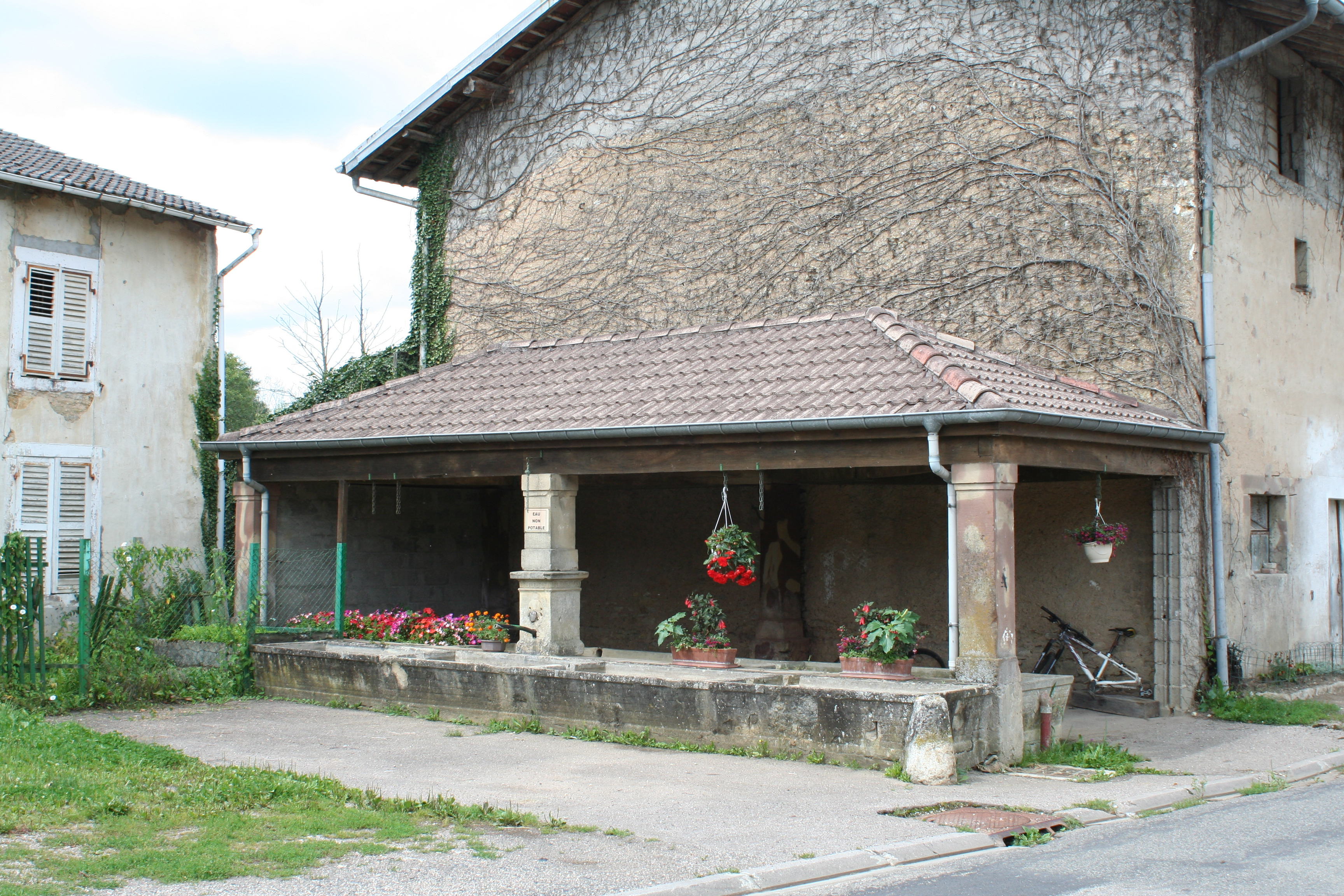
Lavoir.

- Ruines d'un château fort[37].
- Église Saint-Gengoult, XIXe siècle[37],[38],[39].
- Le monument aux morts de 1914-1918, plaque commémorative 1914-1918 à l'église, Plaque commémorative à la mairie[40],[41].
- Calvaire Calvaire rescapé.
- Le lavoir[42].
- Au 30 août 2009, c'est Xaffévillers qui détient le record national de labour avec 793 tracteurs[43].

## Pour approfondir